# Pisaster ochraceus
Pisaster ochraceus ist eine Art der Seesterne aus der Ordnung der Zangensterne (Forcipulata), die an der nordamerikanischen Pazifikküste häufig ist. Als Hauptfeind der kalifornischen Miesmuscheln gilt sie als Schlüsselart im dortigen Ökosystem.

## Merkmale

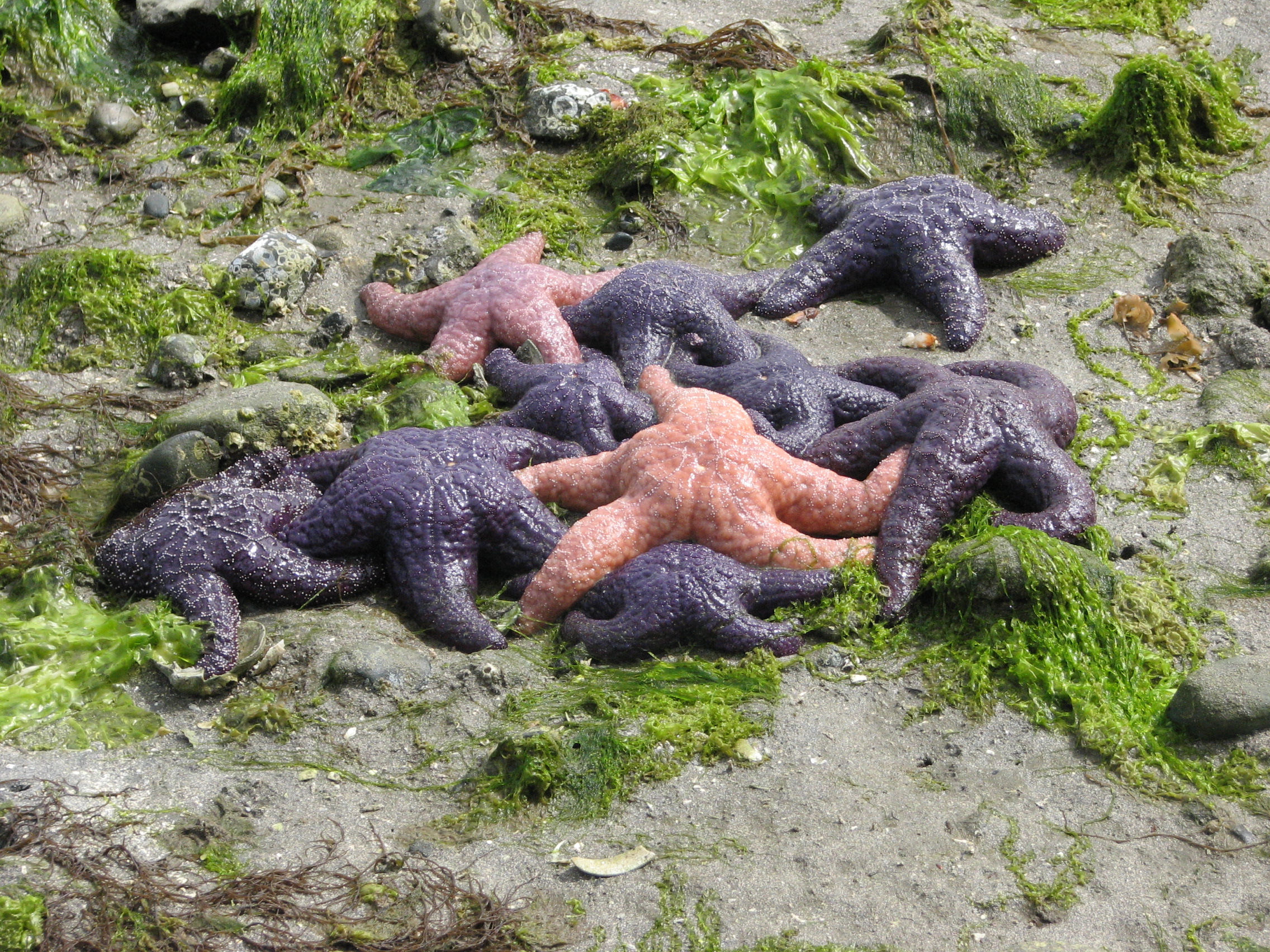
Individuen von Pisaster ochraceus, Saltspring Island, British Columbia

Pisaster ochraceus hat fünf kräftige Arme, die 10 cm bis 25 cm lang werden und nicht deutlich von der Mundscheibe abgesetzt sind. Die dickste Stelle der Arme ist im Gegensatz zu manchen anderen Arten an der Basis. Die Seesterne sind meist purpurfarben, können aber auch orange, orange-ocker, gelb, rötlich oder braun sein. Die Kalkstacheln in der Haut der Oberseite werden nicht länger als 2 mm und sind auf der Mittelscheibe in einem netzartigen oder pentagonalen Muster angeordnet. Die Saugfüßchen haben in Anpassung an die starke Brandung besonders kräftige Saugscheiben, mit denen sich der Seestern sehr gut am felsigen Untergrund festhalten kann.
Pisaster ochraceus kann mit drei anderen Arten leicht verwechselt werden: Pisaster giganteus hat blaue Ringe und weiße bis rosafarbene Stacheln, Pisaster brevispinus dagegen ist rosafarben mit kleinen weißen Stacheln. Evasterias troscheli hat eine kleinere Mittelscheibe und längere, zugespitzte Arme, deren dickste Stelle etwas außen von der Basis und nicht wie bei Pisaster ochraceus direkt an derselben ist.

## Fortpflanzung
Pisaster ochraceus ist wie andere Seesterne getrenntgeschlechtlich, und Männchen und Weibchen lassen sich nur anhand vorhandener Eizellen oder Spermien in den Keimdrüsen unterscheiden.
In jedem Arm gibt es zwei Keimdrüsen aus federartigen Röhrchen nahe der Mundscheibe. Die Keimöffnungen sind mit bloßem Auge nicht zu erkennen und nur bei der Abgabe der Keimzellen auszumachen. Die Eierstöcke sind orange und die Hoden weißlich. Bei der Reifung der Keimzellen schwellen die Keimdrüsen an und können 40 % des Körpergewichts einnehmen.
Die Keimzellen werden in Puget Sound zwischen Mai und Juli abgegeben. Die Eizellen werden im freien Wasser befruchtet, und Pisaster ochraceous entwickelt sich wie andere Seesterne über mehrere frei schwimmende Larvenstadien.
Während viele andere Seesterne etwa 4 Jahre alt werden, erreicht Pisaster ochraceus ein Alter von bis zu 20 Jahren.

## Verbreitung und Vorkommen
Pisaster ochraceus kommt an der nordamerikanischen Pazifikküste von Prince William Sound in Alaska bis Point Sal in Santa Barbara County in Kalifornien vor. Im wärmeren Meerwasser von Santa Barbara County bis Baja California lebt die Unterart Pisaster ochraceus segnis. Der Seestern lebt in großer Anzahl auf Felsen und auf Muschelbänken in der Gezeitenzone bis in eine Tiefe von etwa 90 m. Jungtiere sind häufig in Spalten und unter Felsen zu finden. Pisaster ochraceous verträgt einen Gewichtsverlust von bis zu 30 % seines Körpergewichts.

## Ernährung

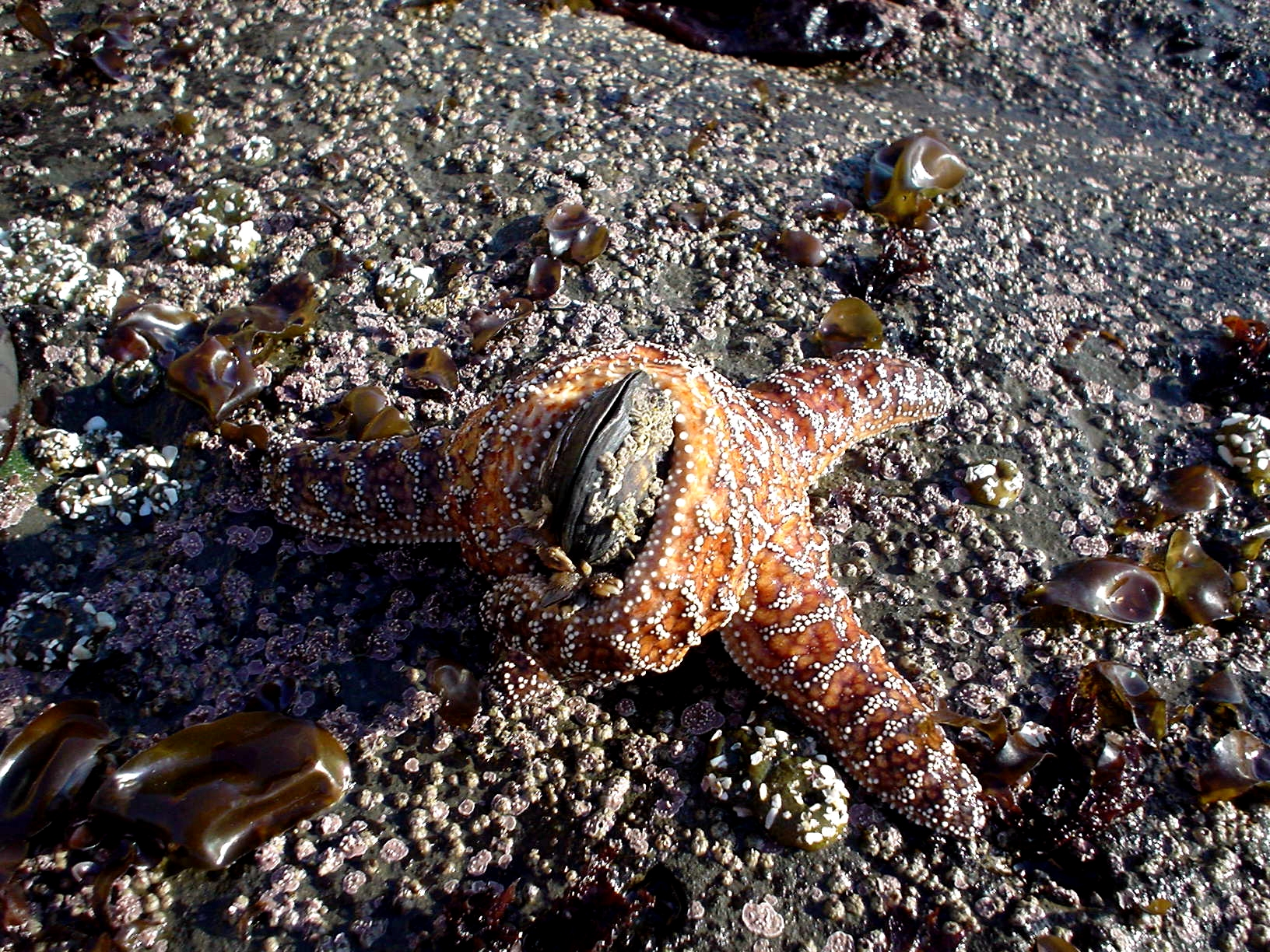
Pisaster ochraceus beim Öffnen einer Miesmuschel

Als Larve ernährt sich Pisaster ochraceus filtrierend von Plankton, doch nach der Metamorphose zum Adulttier lebt er als Fleischfresser.
Pisaster ochraceus frisst eine Vielzahl von Tieren, in erster Linie Miesmuscheln wie Mytilus californianus und Mytilus trossulus. Weitere Beutetiere sind unter anderem Käferschnecken, Napfschnecken, verschiedene andere Schnecken, Seepocken, Entenmuscheln, Seeigel und Zehnfußkrebse.
Pisaster ochraceus verwendet seine Saugfüßchen, um Muscheln zu öffnen. Muss die Muschel die Schalen zum Atmen öffnen, ist dies für den Seestern die Gelegenheit, die Schalen weiter auseinanderzuziehen. Er vermag Teile des ausgestülpten Magens in einen schmalen Spalt zwischen den Muschelschalen durchzuzwängen und Verdauungsenzyme abzugeben. Die Muschel wird in ihren Schalen vorverdaut (extraintestinale Verdauung) und vom Seestern durch Einstülpen des Magens aufgenommen. Ein Pisaster ochraceus kann nach Schätzungen etwa 80 Kalifornische Miesmuscheln im Jahr fressen.

## Feinde
Pisaster ochraceus hat nur wenige natürliche Feinde: Seeotter und Möwen. Als Hauptfeind gilt der Mensch, der Seesterne als Sammelstücke absammelt.

## Ökologische Bedeutung
Das Ökosystem an der kalifornischen Pazifikküste wird bereits seit Jahrzehnten untersucht. Pisaster ochraceus wird als Schlüsselart im Nahrungsgefüge der dortigen Gezeitenzonen eingestuft. Als Fressfeind der kalifornischen Miesmuschel Mytilus californianus vermindert er deren Häufigkeit, so dass auch andere Tiere dort leben können. In einem Feldexperiment von Robert T. Paine in den 1960er-Jahren wurde Pisaster ochraceus abgesammelt, so dass Mytilus californianus sich massenhaft vermehrte und andere Arten verdrängte. Deshalb wird das Vorhandensein von Pisaster ochraceus als wesentlich für die Erhaltung der Artenvielfalt in der Lebensgemeinschaft der Gezeitenzone Kaliforniens angesehen.